# لحب
اللحب (بالإنجليزية: Degloving)‏ هي عملية جراحية يتم فيها تعرية الارتقاء الإرتفاق الذقني للفك.